# Rebite

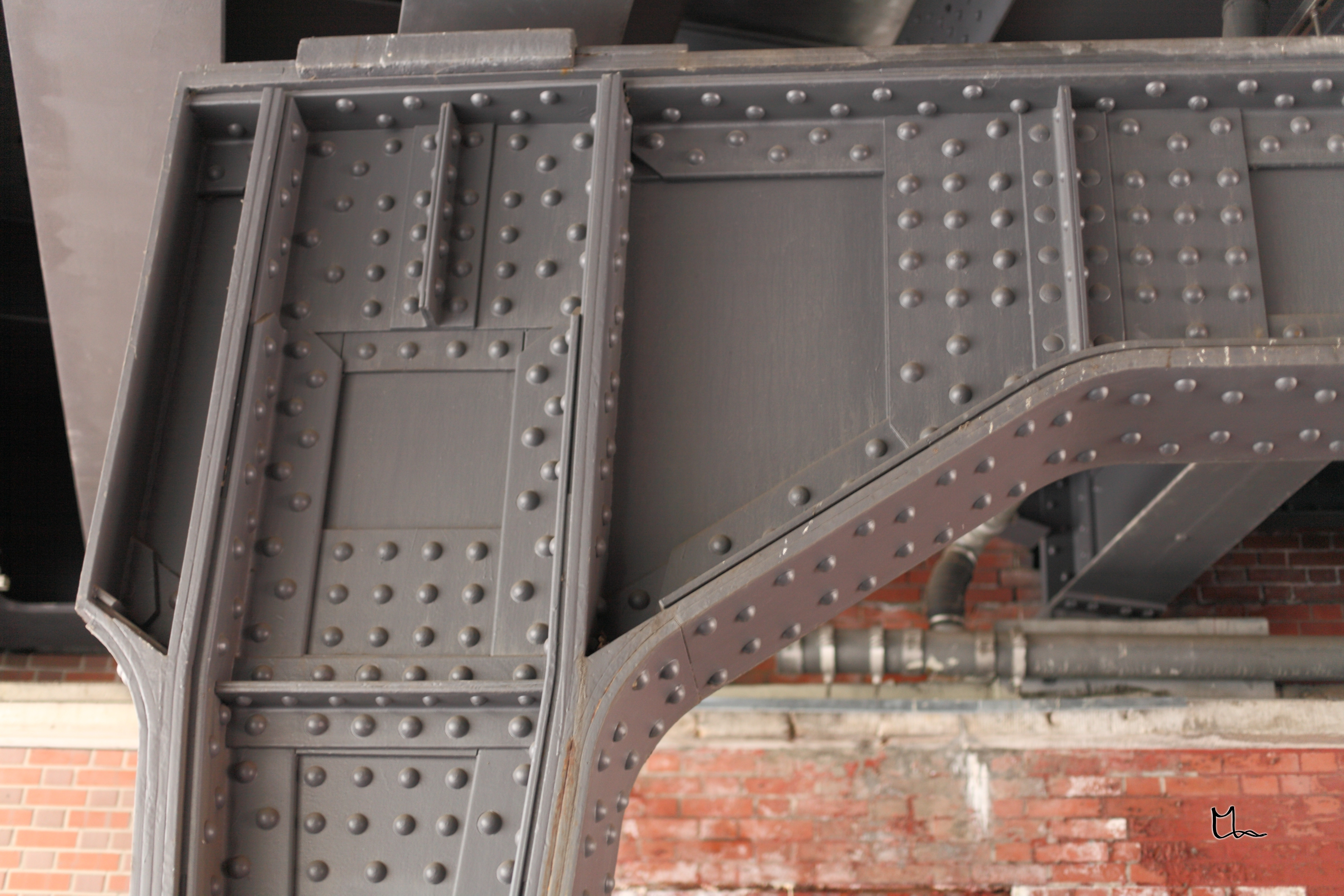
Rebites usados em uma ponte.

Rebite é um fixador mecânico metálico, semipermanente. Antes de sua instalação, consiste num cilindro com uma cabeça em uma das extremidades, similar a um prego ou pino. Sua instalação é feita num orifício pré-perfurado, através do achatamento (deformação por golpes) da ponta, quando a espiga preenche o orifício, prendendo o rebite, expandindo-se até 1,5 vezes o seu diâmetro original e prendendo-o de forma definitiva. 

## Etimologia
"Rebite" é proveniente do termo árabe ribãT (laço, atadura).

## Uso

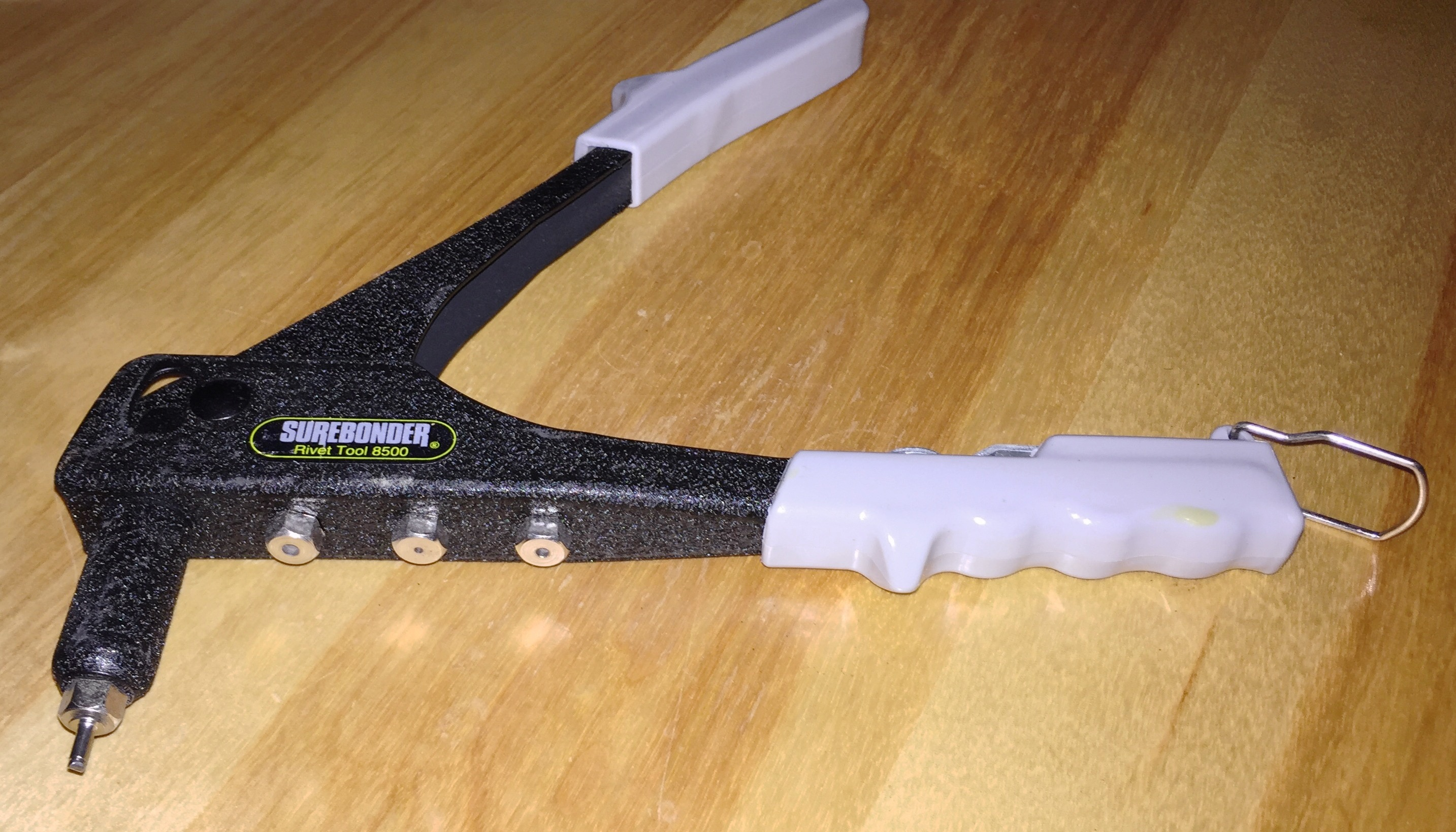
Rebitadeira.

Há várias formas para se fixar o rebite. Rebites pequenos e mais maleáveis são os de uso mais comum. Nestes casos, o instalador coloca o afixador de rebites (em geral um martelo) contra a cabeça e segura uma barra de resistência contra a ponta. A barra de resistência é um bloco metálico sólido, especialmente amoldado para o trabalho. Rebites grandes e duros podem ser instalados com maior facilidade com uma ferramenta de contato em suas extremidades, que o pressionam até deformar.
Uma vez instalado, o rebite apresenta uma cabeça em cada extremidade, que pode segurar a tensão de carga, paralela ao eixo da espiga. Para resistir a tensões de carga perpendiculares ao eixo, são usados tipos de parafusos especiais.

## Terminologia
- Cabeça - parte saliente e achatada do rebite, antes de seu achatamento na ponta;
- Ponta - extremidade oposta à cabeça, e que vem a ser deformada, quando da instalação;
- Espiga - o "corpo" do rebite.
- Puxador ou puxadeira - é a ferramenta utilizado por serralheiros para a retirada de rebites.

### Rebites ocos

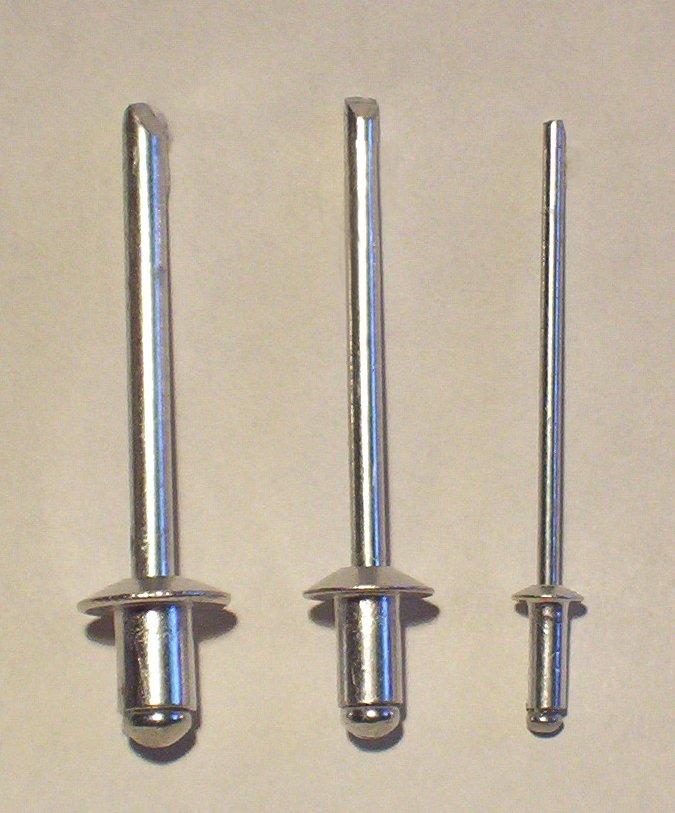
Três rebites ocos em alumínio: 1/8", 3/32", e 1/16"

Rebites ocos são tubulares, e são afixados com o uso de um eixo no centro. Esses rebites são de uso relativamente fácil e exigem pouco trabalho para sua instalação, razão pela qual são populares. Entretanto, o rebite oco não tem grande utilidade quando visa a união de superfícies sob cargas maiores, uma vez que não possuem a mesma resistência daqueles de estrutura maciça. Além disso, por causa do eixo, são mais propensos à corrosão e maior folga.